# Arsenato de magnesio
El arsenato de magnesio es un compuesto químico inorgánico, del grupo de las sales, que está constituido por aniones de arsenato {\displaystyle {\ce {AsO4^{3-}}}} y cationes de magnesio (2+) {\displaystyle {\ce {Mg^{2+}}}}, cuya fórmula química es {\displaystyle {\ce {Mg3(AsO4)2}}}.

## Propiedades
El arsenato de magnesio se presenta en forma de polvo cristalino blanco. Es insoluble en agua (pKsp= 19,68) pero forma varios hidratos. Al calentarlo se descompone. Es muy tóxico. En la naturaleza se puede encontrar el octahidrato en el mineral hörnesita {\displaystyle {\ce {Mg3(AsO4)2*8H2O}}}.

## Preparación
Se puede obtener mediante la reacción de neutralización del carbonato de magnesio {\displaystyle {\ce {MgCO3}}} con ácido arsénico {\displaystyle {\ce {H3AsO4}}}:
{\displaystyle {\ce {3MgCO3 + 2H3AsO4 -> Mg3(AsO4)2 + 2H2O + 3CO2}}}

## Aplicaciones
Se emplea como insecticida.